# La Majúa
La Majúa (La Maxúa o La Maxuga en leonés) es una localidad del municipio leonés de San Emiliano, en la Comunidad Autónoma de Castilla y León.
La iglesia está dedicada a san Pedro Apóstol.

## Localidades limítrofes
Confina con las siguientes localidades:
- Al noreste con Genestosa, Torrebarrio y Villargusán.
- Al este con Candemuela y San Emiliano.
- Al sur con Villasecino.
- Al suroeste con Cospedal.

## Demografía
Evolución de la población
| Gráfica de evolución demográfica de La Majúa entre 2000 y 2020     |
|                                                                    |
| Población de derecho (2000-2020) según el padrón municipal del INE |

## Historia

### sigloXIX
Así se describe a La Majúa en la página 31 del tomo XI del Diccionario geográfico-estadístico-histórico de España y sus posesiones de Ultramar, obra impulsada por Pascual Madoz a mediados del siglo XIX:

MAJÚA (LA)

Lugar en la provincia de León, partido judicial de Murias de Paredes, diócesis de Oviedo, arciprestazgo de Babia de Yuso. 
Es cabeza del ayuntamiento de su mismo nombre, compuesto de los pueblos de Cospedal, Candamuela, Genestosa, Huerga, la Majúa, Pinos, Rio de Lago, Robledo, Santo Millano, Torrestío, Truébano, Torrebarrio, Villafeliz, Villargusán y Villasecino.
Situado en un ameno valle, su clima es bastante sano. 
Tiene unas 38 casas, escuela de primeras letras por temporada, iglesia parroquial (Santa María), servida por un cura de ingreso y patronato laical; una ermita, propiedad del vecindario, y buenas aguas potables. 
Confina N Cospedal; E Candamuela; S Villasecino y Truébano, y O Huergas. 
El terreno es de buena calidad, y le fertilizan las aguas de dos arroyos que nacen en su término y desaguan en el Órbigo. Los caminos son locales. 
Producciones: trigo, centeno, cebado, legumbres, y buenos y abundantes pastos; cría ganado de todas clases; caza de varios animales, y alguna pesca. 
Población de todo el ayuntamiento: 405 vecinos, 1.822 almas. 

Capital productivo: 3.629.052 reales. Imponible: 163.161. Contribución: 25.591 reales y 33 maravedíes.